# رودريك غوردون
رودريك غوردون (بالإنجليزية: Roderick Gordon)‏ هو كاتب بريطاني، ولد في 1 نوفمبر 1960 في لندن في المملكة المتحدة.